# Acacia ingrata
Acacia ingrata é uma espécie de leguminosa do gênero Acacia, pertencente à família Fabaceae.